# Triticella annulata
Triticella annulata är en mossdjursart som beskrevs av Charles Henry O'Donoghue 1926. Triticella annulata ingår i släktet Triticella och familjen Triticellidae. Inga underarter finns listade i Catalogue of Life.